# Přebor Olomouckého kraje
Přebor Olomouckého kraje tvoří společně s ostatními krajskými přebory skupiny páté nejvyšší fotbalové soutěže v Česku. Je řízen Olomouckým krajským fotbalovým svazem. Hraje se každý rok od léta do jara se zimní přestávkou. Účastní se ho 16 týmů z Olomouckého kraje, každý s každým hraje jednou na domácím hřišti a jednou na hřišti soupeře. Celkem se tedy hraje 30 kol. Premiérovým ročníkem byl 1991/92.
V sezonách 1995/96, 2004/05, 2013/14 a 2016/17 byla soutěž dohrána jen s 15 účastníky.
Z důvodu pandemie covidu-19 v Česku byl ročník 2019/20 z rozhodnutí FAČR ukončen po šestnácti odehraných kolech.

## Postupový a sestupový klíč
Vítězem a postupujícím do divize (D nebo E podle geografické polohy) se stává tým s nejvyšším počtem bodů v tabulce. Poslední tým sestupuje do I. A třídy (skupiny A a B) podle spádovosti. Do Přeboru Olomouckého kraje postupují vítězové obou skupin I. A třídy. Pokud do přeboru nesestoupí tým z divize, pak je počet účastníků doplněn lepším týmem ze druhého místa obou skupin I. A třídy.

## Vývoj názvu, úrovně a počtu účastníků
- 1960 – 1969 viz Přebor Jihomoravského kraje a Přebor Moravskoslezského kraje
- 1969 – 1972 viz Přebor Jihomoravského kraje, Přebor Moravskoslezského kraje a Přebor Zlínského kraje
- 1972 – 1991 viz Přebor Jihomoravského kraje a Přebor Moravskoslezského kraje
- 1991 – 1993 Hanácký župní přebor (jedna ze skupin 5. nejvyšší soutěže, 14 účastníků)
- 1993 – 2002 Hanácký župní přebor (jedna ze skupin 5. nejvyšší soutěže, 16 účastníků)
- 2002 – 2017 Přebor Olomouckého kraje (jedna ze skupin 5. nejvyšší soutěže, 16 účastníků)
- 2017 – 2018 Přebor Olomouckého kraje (jedna ze skupin 5. nejvyšší soutěže, 14 účastníků)
- 2018 – dosud Přebor Olomouckého kraje (jedna ze skupin 5. nejvyšší soutěže, 16 účastníků)

## Vítězové
| Ročník  | Vítězný tým                     |
| ------- | ------------------------------- |
| 1991/92 | TJ Tatran Litovel               |
| 1992/93 | VTJ Hranice                     |
| 1993/94 | FK UNO Zábřeh                   |
| 1994/95 | FK Mohelnice                    |
| 1995/96 | FK Holice 1932                  |
| 1996/97 | AFK Chropyně                    |
| 1997/98 | TJ Jiskra Rýmařov               |
| 1998/99 | FC Slavoj Bruntál               |
| 1999/00 | TJ Sokol Lázně Velké Losiny     |
| 2000/01 | FK Autodemont Horka nad Moravou |
| 2001/02 | Spartak VTJ Lipník nad Bečvou   |
| 2002/03 | SK Králová 1954                 |
| 2003/04 | FC Trul Mikulovice              |
| 2004/05 | TJ Sokol Konice                 |
| 2005/06 | TJ Sokol Protivanov             |
| 2006/07 | TJ Sokol Lázně Velké Losiny     |
| 2007/08 | FK SAN-JV Šumperk               |
| 2008/09 | FK Mikulovice                   |
| 2009/10 | FK Mohelnice                    |
| 2010/11 | 1. FC Přerov                    |

| Ročník  | Vítězný tým                    |
| ------- | ------------------------------ |
| 2011/12 | SK Hranice                     |
| 2012/13 | TJ Sokol Určice                |
| 2013/14 | FK Kozlovice                   |
| 2014/15 | FK Nové Sady                   |
| 2015/16 | FK Jeseník                     |
| 2016/17 | TJ Sokol Ústí                  |
| 2017/18 | TJ Sigma Lutín (postup odmítl) |
| 2018/19 | TJ Tatran Všechovice           |
| 2019/20 | FK Šternberk                   |
| 2020/21 | nedohráno                      |
| 2021/22 | FK Šternberk                   |
| 2022/23 | FK Jeseník                     |
| 2023/24 | FK Medlov                      |

### Vícenásobní vítězové
- 2 – FK Mohelnice (1994/95 a 2009/10)
- 2 – TJ Sokol Velké Losiny (1999/00 a 2006/07 jako TJ Sokol Lázně Velké Losiny)
- 2 – FK Mikulovice (2003/04 jako FC Trul Mikulovice a 2008/09)